# Школа Рівних Можливостей
Шко́ла Рі́вних Можли́востей (також Міжнародна Школа Рівних Можливостей, скорочено: ШРМ) громадська організація, створена в Києві у 2000, яка об'єднує молодь у просвітницьких проектах та громадських акціях, спрямованих на утвердження ґендерної рівності в Україні. Основна мета ШРМ визначена так:
|  | участь у розбудові ґендерно чутливого демократичного соціуму шляхом формування творчої вільної особистості. |

## Історія
За інформацією з довідки в посібнику «Діяльність громадських організацій…» та сайту організації, історія Школи Рівних Можливостей почалась 1999 року. Тоді майбутні засновниці Школи, Лариса Колос (тренерка, експертка з ґендерної політики) та Ірина Конченкова (педагог, журналістка) виграли грант USAID, який дозволив їм провести літню школу для юних тренерів з протидії торгівлі людьми. Успіх навчальної програми, яка реалізувалась у форматі «рівний — рівному», заохотив до подальшого розвитку організації.
З того часу і до 2016 їх команда реалізувала понад вісімдесят проектів, провела десятки громадянських акцій, успішно здійснила лобіювання Закону України «Про забезпечення рівних прав та можливостей жінок і чоловіків», провела ряд законодавчих експертиз, створила центр психологічної підтримки, Ґендерний інтеративний театр, ініційовала молодіжний рух «Юнаки проти насильства». В організації створена і активно веде моніторингову та дослідницьку діяльність перша в Україні Ґендерна обсерваторія. У 2015 році 64 громадські організації, за ініціативою ШРМ, об'єдналися в єдиній Всеукраїнській антидискримінаційній мережі «Ґендерна обсерваторія».
Школа Рівних Можливостей залишається вірною ґендерній тематиці, але працює також на подолання різних форм дискримінації, насильства, зокрема, стосовно дітей, дитячої праці та работоргівлі. Основною формою роботи є освітні програми з використанням інтерактивних форм (тренінги). Окрім того, проводиться робота з громадськістю, встановлена співпраця з державними інституціями та місцевими органами влади. ШРМ стала одною з перших організацій в Україні, що пропагували застосування форум-театру в соціальній роботі, роботі з молоддю та проводили навчання для молоді і колег із НУО основам цього методу, створеного Аугусто Боалем.
У 2017 році Школа разом з іншими правозахисними організаціями підготувала Доповідь «Ґендерна рівність, права жінок, протидія ґендерно-зумовленому насильству» до 28 сесії Ради з прав людини ООН з Універсального періодичного огляду.
За інформацією сайту організації, станом на 2016 рік вона мала 19 регіональних відділень.
Голова правління Лариса Колос та виконавча директорка Ірина Конченкова очолюють Школу Рівних Можливостей з 2000 року.

## Напрямки та форми роботи
Напрямками роботи Школи Рівних Можливостей є:
- утвердження ґендерної рівності;
- протидія торгівлі людьми та комерційній сексуальній експлуатації дітей;
- адвокасі;
- попередження насильства;
- формування безпечного середовища розвитку та безпечної поведінки дітей і молоді;
- боротьба з ВІЛ/СНІД;
- рівні можливості для дітей з особливими потребами;
- захист ненародженої дитини;
- протидія корупції;
- миротворчість.

Форми роботи орієнтовані саме на сучасне молодіжне середовище, тому тут переважають інтерактивні освітні програми.
Всеукраїнська ґендерна школа, з якої почалась історія ШРМ, та тренінгова робота здійснюються постійно. Через навчальні програми за 17 років пройшло близько тридцяти тисяч юнаків та дівчат, підготовлено понад 700 юних тренерів, які проводять тренінги для своїх однолітків. Активну участь молодь бере в таких популярних заходах, як дебати та освітні квести.
Ґендерний інтерактивний театр Школи має власний репертуар, який показує вистави не тільки у вітчизняних навчальних закладах, а й на міжнародних фестивалях у Європі. Понад десять років у ШРМ розвивається новий ефективний напрям інтерактивного мистецтва — форум-театр, який дозволяє глядачам стати повноправними учасниками театрального дійства, що зображує актуальні суспільні процеси. Для популяризації цього жанру свого часу проводилися фестивалі інтерактивних театрів (у містах Київ, Євпаторія, Коломия), проводяться майстер-класи для працівників сфери освіти та громадського сектору.
З метою ширшого залучення громадськості проводяться інформаційні кампанії та громадянські акції. Зокрема, ШРМ на щорічний основі виступала організатором або співорганізатором Днів протидії насильству в Україні, реалізувала проект протидії торгівлі дітьми. Організація згадується як одна з перших, що почали навчання інтернет-безпеці для дітей.
Антикризовий центр «МАЯК» (розшифровується як «молодіжне альтернативне „Я“ — консультування») надає психологічну допомогу молоді. З клієнтами працюють їх однолітки — тренери Школи, тобто тут також діє принцип рівний — рівному, проект визнаний найкращим у конкурсі «Волонтер року — 2003» в місті Києві. Нині консультативну роботу зосереджено на вирішенні і попередженні конфліктів, веденні конструктивного діалогу з дітьми, що опинилися в кризовій ситуації. ШРМ працює і з дорослими — жінками і чоловіками, з представниками місцевих громад та органів влади різного рівня, з педагогами та батьками дітей у школах.
2004 року був виданий посібник для дільничих міліціонерів, присвячений протидії сімейному насильству
Створення мереж партнерських організацій — іще один важливий пріоритет у роботі ШРМ. Серед організацій-партнерів — група ECPAT International, Жіночий консорціум України, Національна Рада Жінок України.

## Регіональні осередки
- Житомирська область, місто Бердичів (з 2001 до 2015 рр..)
- Одеська область, місто Одеса (з 2005 р.)
- Вінницька область, місто Вінниця (з 2004 р.)
- м. Київ (з 2002 р.)
- Херсонська область, Чаплинський район, село Новонаталівка
- Донецька область, місто Донецьк (з 2004 р., з 2012 р. — в стані припинення)[10]